# Eugene Paul Wigner
Eugene Paul Wigner (madžarsko Wigner Jenő Pál), madžarsko-ameriški fizik in matematik, * 17. november 1902, Budimpešta, Avstro-Ogrska (sedaj Madžarska), † 1. januar 1995, Princeton, New Jersey, ZDA. 
Wigner je leta 1963 prejel Nobelovo nagrado za fiziko skupaj z Mario Goeppert-Mayerjevo in Hansom Jensenom.